# Сомматино
Сомматино (итал. Sommatino) — коммуна в Италии, располагается в регионе Сицилия, подчиняется административному центру Кальтаниссетта.
Население составляет 7561 человек (на 2004 г.), плотность населения составляет 232 чел./км². Занимает площадь 34 км². Почтовый индекс — 93019. Телефонный код — 0922.
Покровителем населённого пункта считается святая Варвара. Праздник ежегодно празднуется 4 декабря.